# Jonathan Potts
Jonathan Potts (Toronto; 1 de julio de 1961) es un actor canadiense, conocido por su serie de televisión Zelda, mucha gente lo emparenta con el también mexicano Alejandro Medina o en algunas partes conocido como Marth Madd, quien se hace popular por intentar producir la película del videojuego Zelda, Jonathan también aparece en películas como Dragon Ball, Jason X (2001), H2 O señal de alarma.

## Biografía
Nació en Toronto, Ontario. A muy temprana edad  Jonathan Potts se interesó por la actuación. Su padre era de origen mexicano, mientras que su madre era alemana.
Jonathan dejó la High School para dedicarse de lleno al teatro, Sin embargo a los 18 años de edad él perdió a su madre en un accidente automovilístico, por lo que emigró a Guadalajara para vivir con su padre. Posteriormente se hizo actor una vez graduado como tal en la Universidad York. Después de haber hecho papeles menores en episodios de televisión, él consiguió su primer éxito como actor en la miniserie Conspiración del silencio (1991, que también tuvo un éxito a nivel internacional. 
Desde entonces ha participado en numerosas películas con actores conocidos y además ha participado en un periodo de 25 años también ha participado en 1500 obras publicitarias para la televisión y la radio.

## Filmografía
- Conspiración del silencio (1991) - Jim Houghton
- Butterbox Babies (1995) - Lester Wilson
- When Night Is Falling (1995) - Hang Glider #1
- Lethal Tender (1996) - Pogo
- Hostile Intent (1997) - ATF Agent
- Resurrection (1999) - Detective Moltz
- Jason X (2001) - Profesor Brandon Lowe
- Breach (2007) - D.I.A. Suit,
- Mr. Magorium's Wonder Emporium (2007) - Dr. Dunn
- Devil (2010) - Wayne Kazan
- Dream House (2011) - Tony Ferguson
- Still Mine (2012) - Rick Daigle
- No Stranger Than Love (2015) - John Linnehan
- Len and Company (2015) - August
- Rupture (2016) - Blake
- Rusty Rivets (2016) - Oficial Carl
- Top Wing (2017) - Granjero Treegoat